# فرودگاه سائو پدرو
فرودگاه سائو پدرو (به انگلیسی: São Pedro Airport) یک فرودگاه همگانی با کد یاتا VXE است که یک باند فرود آسفالت دارد و طول باند آن ۱۹۷۵ متر است. این فرودگاه در کشور کیپ ورد قرار دارد و در ارتفاع ۲۰ متری از سطح دریا واقع شده است.
فرودگاه سائو پدرو (São Pedro Airport) یک فرودگاه کوچک در شهر سائو پدرو، در ایالت سائو پائولو، برزیل واقع شده است. این فرودگاه اصلی‌ترین فرودگاه این شهر است که خدمات پروازهای داخلی را ارائه می‌دهد. از آنجا که فرودگاه سائو پدرو یک فرودگاه کوچک است، اصلی‌ترین فعالیت آن پروازهای محلی به سایر شهرهای برزیل است، به خصوص به شهرهای بزرگتری مانند سائو پائولو و ریو دو ژانیرو.
این فرودگاه از اهمیت اقتصادی و اجتماعی برای مردم محلی برخوردار است، زیرا به آن‌ها امکان می‌دهد تا به راحتی به مقاصد دیگر در کشور دسترسی داشته باشند بدون نیاز به سفرهای طولانی و وقت‌گیر با ماشین یا اتوبوس.
فرودگاه سائو پدرو به دلیل ابعاد کوچک خود، اغلب با هواپیماهای کوچک خدماتی مانند هواپیماهای توربوپراپ و جت کوچک انجام می‌دهد. تسهیلات این فرودگاه شامل یک راهرو فرود، یک سالن انتظار برای مسافران، و تسهیلات پذیرش و بارگیری کوچک است.
از آنجا که فرودگاه سائو پدرو در یک منطقه معتدل داغ و خشک قرار دارد، برنامه‌ریزی هواپیمایی باید به خوبی با شرایط آب و هوایی این منطقه هماهنگ شده باشد تا امنیت پروازها را تضمین کند.
به طور کلی، فرودگاه سائو پدرو نقش مهمی در تسهیل اتصالات هوایی داخلی شهر سائو پدرو با سایر نقاط برزیل دارد و از اهمیت زیادی برای جابجایی مسافران و بارهای کوچک برخوردار است.

## شرکت‌های هواپیمایی و مقصدهای پروازی
| شرکت‌های هواپیمایی                  | مقصدهای پروازی                                                                        |
| ---------------------------------- | ------------------------------------------------------------------------------------- |
| بینتر کاناریاس اجرا توسط Binter CV | پرائیا، امیلکر کبرل                                                                   |
| کابو ورده اکسپرس                   | چارتر: امیلکر کبرل                                                                    |
| Corendon Dutch Airlines            | فصلی: اسخیپول آمستردام                                                                |
| اسمارت‌لینکس ایرلاینز               | فصلی: شارل دوگل پاریس                                                                 |
| تی‌ای‌سی‌وی                           | پرائیا، امیلکر کبرل، پره‌گوئیچا، لیسبون پورتلا فصلی: اسخیپول آمستردام، شارل دوگل پاریس |
| تاپ پرتغال                         | لیسبون پورتلا                                                                         |
| تی‌یوآی ایرلاینز نیدرلندز           | فصلی: اسخیپول آمستردام                                                                |